# Thomas palier
Thomas palier (parler?), slovenski gradbenik ali donator, * ?, † ?, (Škofja Loka?).

## Življenje in delo
Thomas palier je podpisan na freski v zvezdnem polju ob sklepniku sv. Katarine v župnijski cerkvi sv. Jakoba v Škofji Loki. Vendar je druga beseda težje berljiva. Možno je, da je bil podpisani stavbenik, pri gradnji cerkve (1468-1479), ki ni imenovan nikjer drugje. Mogoče je sodeloval pri zidavi leta 1471 dokončane cerkvene dvoranske ladje, manj verjetno je, da je bil njen mojster. Napis se ne zdi kot signatura, marveč bolj kot zapis o donatorju, ki je delno kril stroške za poslikavo oboka. Pretirano bi bilo izpeljavati ime od priimka stavbarske družine Parlerjev.